# Carinhall
Carinhall était une des résidences du Reichsmarschall Hermann Göring, haut dignitaire nazi. La propriété fut ainsi baptisée en mémoire de la première femme du dignitaire, la Suédoise Carin Göring, morte en 1931, et d'après le lieu mythique du Valhalla.
Elle était située à une soixantaine de kilomètres au nord-nord-est de Berlin, au milieu de la vaste forêt de la Schorfheide près de Groß Dölln, devenu un quartier de Templin dans le Nord du land de Brandebourg, plus précisément sur une mince bande de terre entre deux lacs : au nord du Wuckersee (de) et au sud du Großdöllner See (de).
La dépouille de Carin Göring y fut rapatriée en 1934, pour éviter des vandalismes sur sa tombe en Suède, et donna lieu à une cérémonie à laquelle participa Hitler. Sur la rive nord du Wuckersee, une crypte spéciale fut aménagée pour elle.
Carinhall est devenue la destination de la collection privée de Göring, composée notamment des nombreuses œuvres d'art gothique et de la Renaissance que les nazis pillaient à travers l'Europe occupée, chez des particuliers, très souvent juifs, ou dans des musées.
Durant les derniers jours de la guerre, la résidence fut entièrement détruite par les nazis au moment de leur fuite. La dépouille de Carin Göring fut alors dissimulée dans une tombe de fortune creusée en forêt.
L'emprise est aujourd'hui visitable et seuls subsistent les deux imposants piliers de l'entrée de la propriété.

## Historique

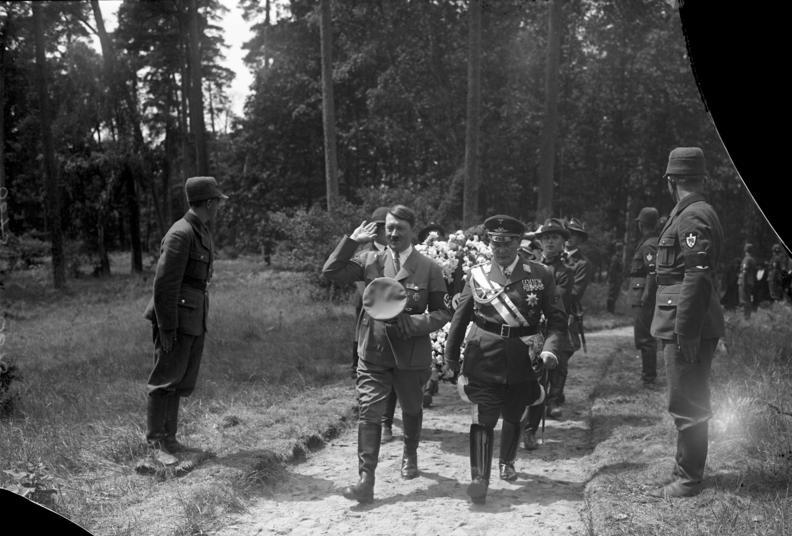
Göring est accompagné de Hitler à la tête de la procession pour le transfert à Carinhall de la dépouille de sa première épouse, Carin Göring, le 19 juin 1934. Le cercueil est juste derrière.

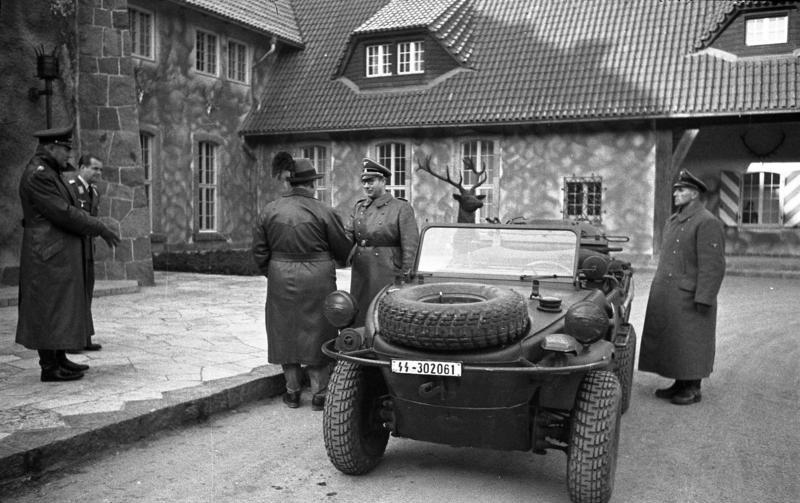
Göring (de dos, portant un chapeau tyrolien à plume) accueillant un dirigeant SS, lequel descend de sa Schwimmwagen dans la cour de Carinhall, entre 1942 et 1945. Une sculpture de cerf est visible au fond derrière la voiture.

La Schorfheide, l'une des plus grandes zones forestières d'Europe centrale située à environ soixante-cinq kilomètres au nord de Berlin, était depuis des siècles un territoire de chasse des rois de Prusse et des chefs d'État allemands ; de nos jours, elle fait partie de la réserve de biosphère de Schorfheide-Chorin. Carinhall fut construite après la Machtergreifung (« prise de pouvoir ») des nazis en janvier 1933. 
Au début de l'année 1933, usant de sa fonction de ministre-président de l'État de Prusse, Göring fit mettre à sa disposition un terrain d'environ 120 hectares de la forêt de Schorfheide, où il fit bâtir Carinhall. Il avait choisi cet endroit pour plusieurs raisons : la résidence avait pour avantage d'être proche de Berlin, la capitale du Troisième Reich, lui permettant ainsi d'être au fait des questions politiques tout en s'adonnant à sa passion pour la chasse. Enfin, ce pavillon devait aussi devenir un lieu de souvenir pour son ex-femme Carin, baronne von Kantzow, née Fock, morte de la tuberculose deux ans plus tôt. Après que sa tombe sur l'île de Lovön (Suède) eut été profanée à la suite d'une visite de Göring, le veuf fit construire un mausolée souterrain dans sa demeure et y transfèra la dépouille de son ex-épouse, à l'occasion d'une cérémonie à laquelle participa le Führer en personne, quelques jours avant la nuit des Longs Couteaux, en juin 1934. 
À l'automne 1933, une maison en bois de style suédois lui était remise symboliquement avec le terrain. Le nouvel ensemble fut édifié en plusieurs étapes sur une grande échelle, dans le style d'un pavillon de chasse néo-médiéval. L'architecte fut d'abord Werner March, créateur du stade olympique de Berlin ; par la suite c'est Friedrich Hetzelt (de) qui prit en charge la construction. « Il y avait un cinéma, un gymnase, un bain de vapeur russe et un gigantesque salon de réception aux dimensions de nef d’église » ; Hitler déclara même à son propos : « Mon Berghof, naturellement, ne peut se comparer à cela. Peut-être peut-il servir de maison de jardin ? ».
Le 10 avril 1935, Carinhall fut le lieu du banquet des secondes noces de Göring avec la comédienne Emmy Sonnemann. C'est là qu'il aimait recevoir les hôtes des États étrangers, dont Benito Mussolini, Edward Wood et Yōsuke Matsuoka, avec lesquels il entreprenait des parties de chasse dans la Schorfheide. Curieusement, les combles et les sous-sols de Carinhall étaient aménagés pour une autre distraction favorite de Göring : ils contenaient deux immenses et complexes circuits de trains électriques miniatures.

## Collection de Göring

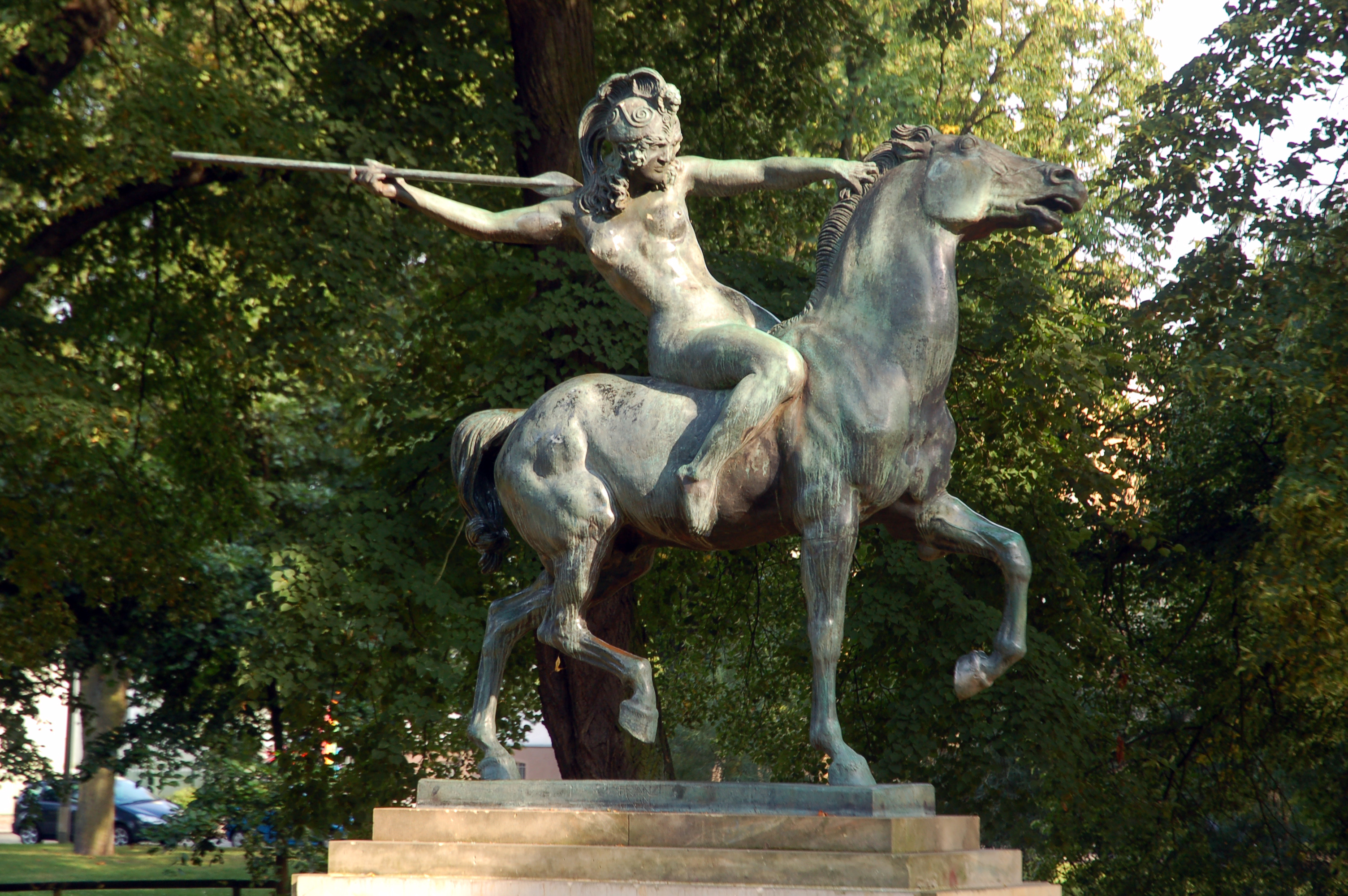
Statue (1897) de Franz von Stuck Kämpfende Amazone (en français : Amazone combattante), qui se trouvait auparavant à Carinhall, désormais à Eberswalde.

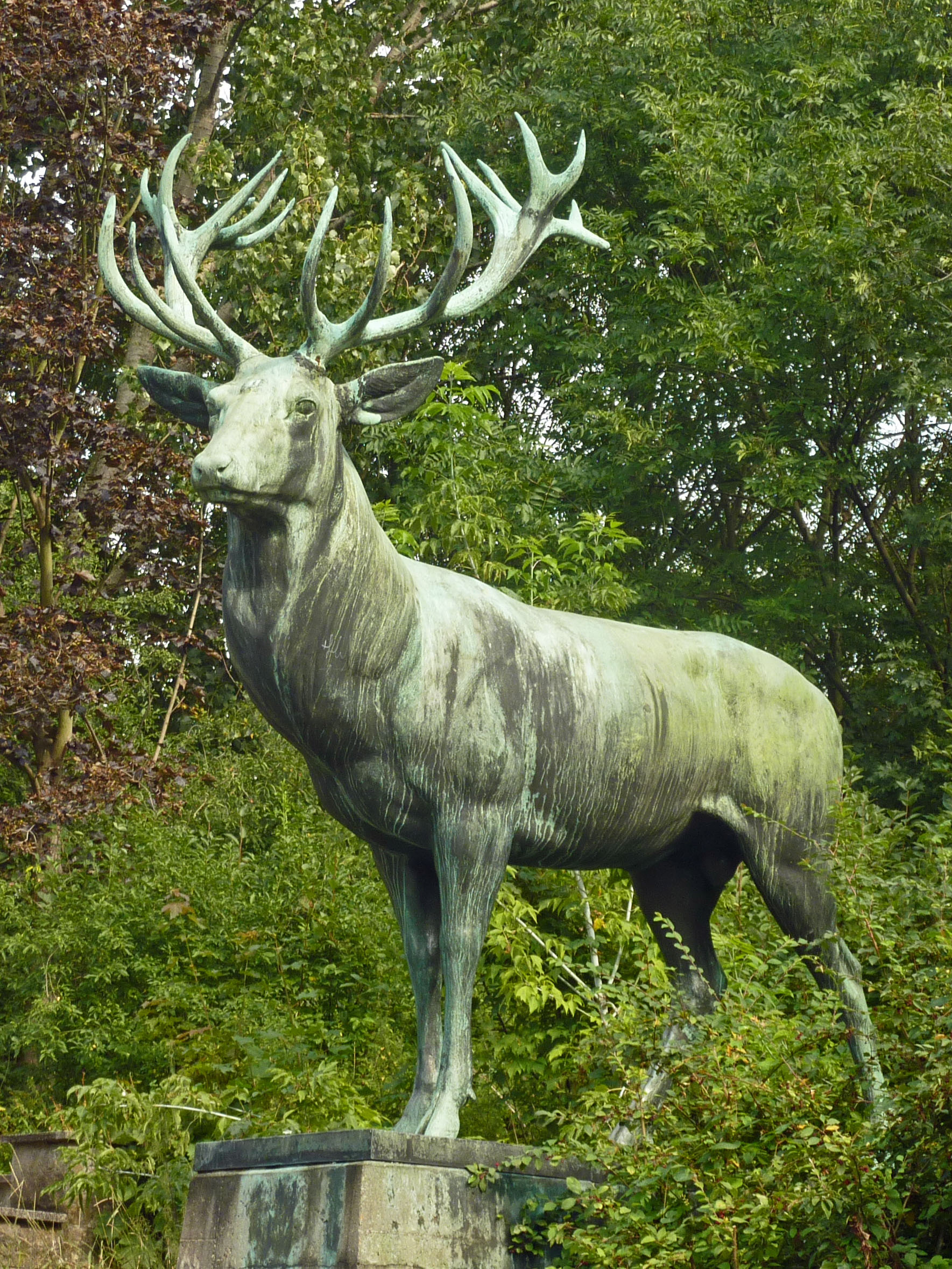
« Cerf-couronne » (cerf avec des bois particulièrement magnifiques) en bronze (1937) de, autrefois à Carinhall (sur une petite place devant les bâtiments), aujourd’hui au parc zoologique de Berlin-Friedrichsfelde.

Dans les salles d'exposition de Carinhall, était installée la collection privée de Göring composée surtout de ce qu'il considérait comme des prises de guerre (par exemple deux statues de lion de granit rose, désormais situées aux Invalides à Paris). En 1943, il fit mettre à l'abri une partie de sa collection privée dans la mine de sel d'Altaussee, dans le district de Liezen en Styrie (région autrichienne).
L'autre partie de la collection privée resta dans les salles d'exposition de Carinhall. En janvier 1945, Göring fit transporter la collection d'œuvres d'art dans des trains spéciaux à Berchtesgaden (là où il avait une résidence secondaire près du Berghof de Hitler), afin de les entreposer dans des tunnels. Les œuvres d'art furent ensuite déchargées et stockées dans un bunker conçu pour la protection antiaérienne. Toutefois, une partie des tableaux et des tapisseries fut pillée dans les trains aux derniers jours de la guerre.
Les Alliés regroupèrent ces œuvres d'art en 1945 par camion au Central Collecting Point (en français : point de collecte central de Munich), installé dans le bâtiment principal et dans l'ancien centre administratif du parti nazi.

## Après la guerre
Le 20 avril 1945, Göring quitta Carinhall pour ne jamais y revenir. Afin de l'empêcher de tomber dans les mains des Soviétiques dont l'Armée rouge s'approchait, Göring donna l'ordre de dynamiter son immense pavillon de chasse. Après que les œuvres d'art eurent été évacuées à Berchtesgaden, la propriété fut dynamitée le 28 avril 1945 par une équipe de démolition de la Luftwaffe. 
Seuls restent de l'imposante demeure les portes monumentales de l'entrée, quelques murs de fondations, des restes de caves et des colonnes et pierres décoratives. La statue d'amazone qui se trouvait à l'ouest de l'aile principale, a été transférée à Eberswalde où elle s'est longtemps trouvée devant l'église Sainte-Marie-Magdeleine, avant d'être transférée sur le Widendamm dans le parc voisin.
En 1990 fut retrouvé dans les vestiges de Carinhall un cœur sculpté en marbre, initialement installé dans une œuvre, allégorie de l'amitié, réalisée par Étienne Maurice Falconet et destinée à Madame de Pompadour. Il s'agit d'une sculpture spoliée à la famille Rothschild durant le Troisième Reich. Le groupe statuaire est depuis exposé au musée juif de Berlin.
En 1999, Carinhall fit l'objet d'un regain d'intérêt suscité par la publication du livre Görings Reich: Selbstinszenierungen in Carinhall, où l'on vit des chasseurs de trésors fouiller les ruines, et l'émergence de projets d'en faire un lieu de pèlerinage néonazi. En conséquence, le gouvernement du Land de Brandebourg, alors dirigé par un social-démocrate, ordonna que les restes de la sépulture de la femme de Göring soient entièrement démolis.

## Alentours
On trouvait également, à proximité de l'emplacement de Carinhall, une station de radio et une installation factice peu connue, faite de planches et de filets, pour tromper les opérations de reconnaissance aérienne des Alliés. Aujourd'hui, le bâtiment de la station de radio est toujours entretenu.
Les pistes d'atterrissage de l'aérodrome Großdöllner, qui se trouve à environ sept kilomètres au nord-ouest, sont aussi remarquables. Elles devaient servir à un éventuel atterrissage d'urgence de la navette spatiale soviétique Bourane.

## Emmyhall
Le Reichsjägermeister (grand veneur du Reich) Göring avait également un second pavillon de chasse, plus petit, à Rominten (maintenant Krasnolesye (en)) en Prusse-Orientale, dans la forêt de Rominten (de) (maintenant forêt de Romincka), connu sous le nom de « Emmyhall (de) », ainsi nommé d'après le prénom de sa deuxième femme, Emmy.

## Galeries d'images

Sélection d'œuvres rassemblées par Göring à Carinhall
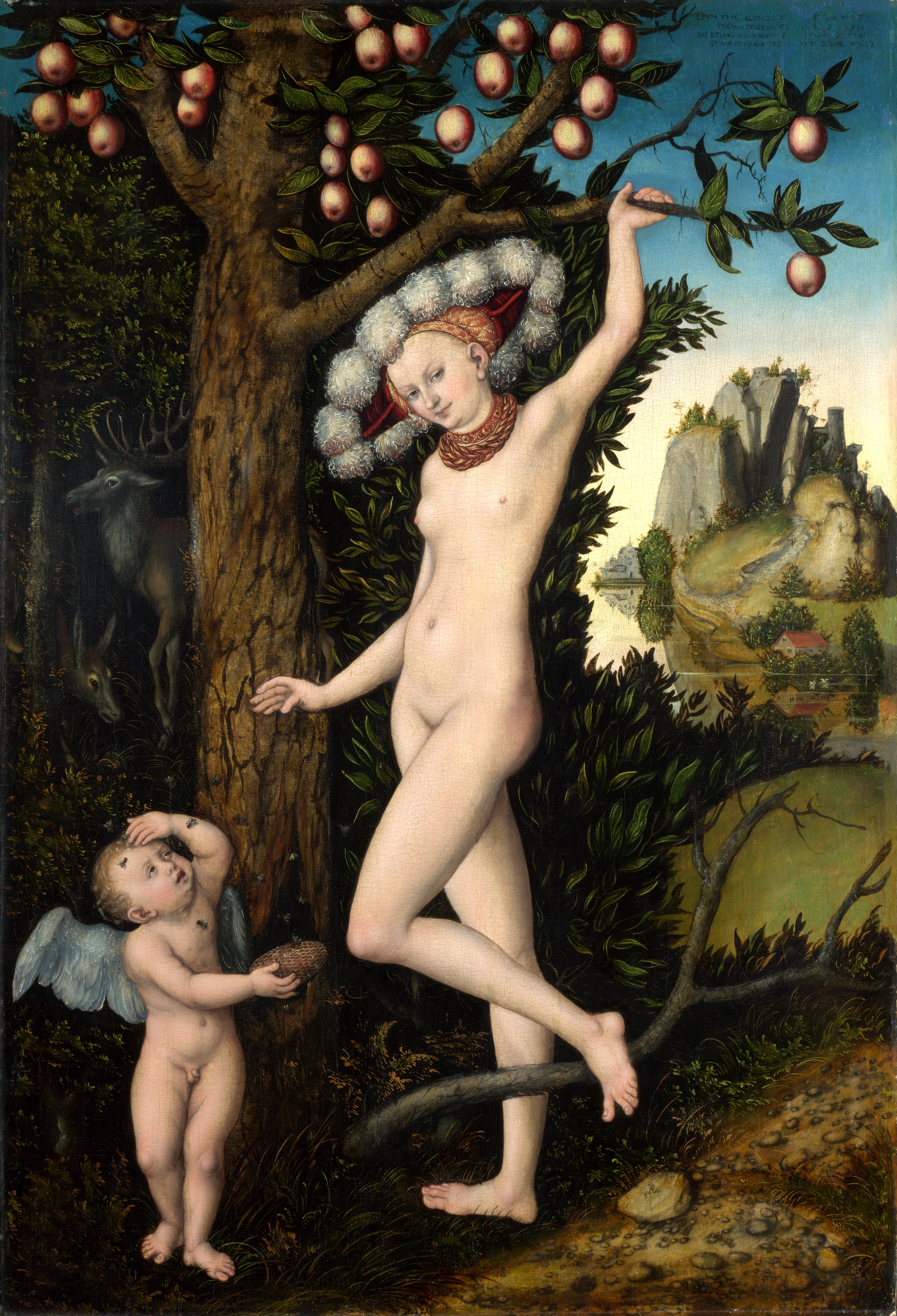
Cupidon se plaignant auprès de Vénus (vers 1525), par Lucas Cranach l'Ancien, aujourd'hui à Londres.
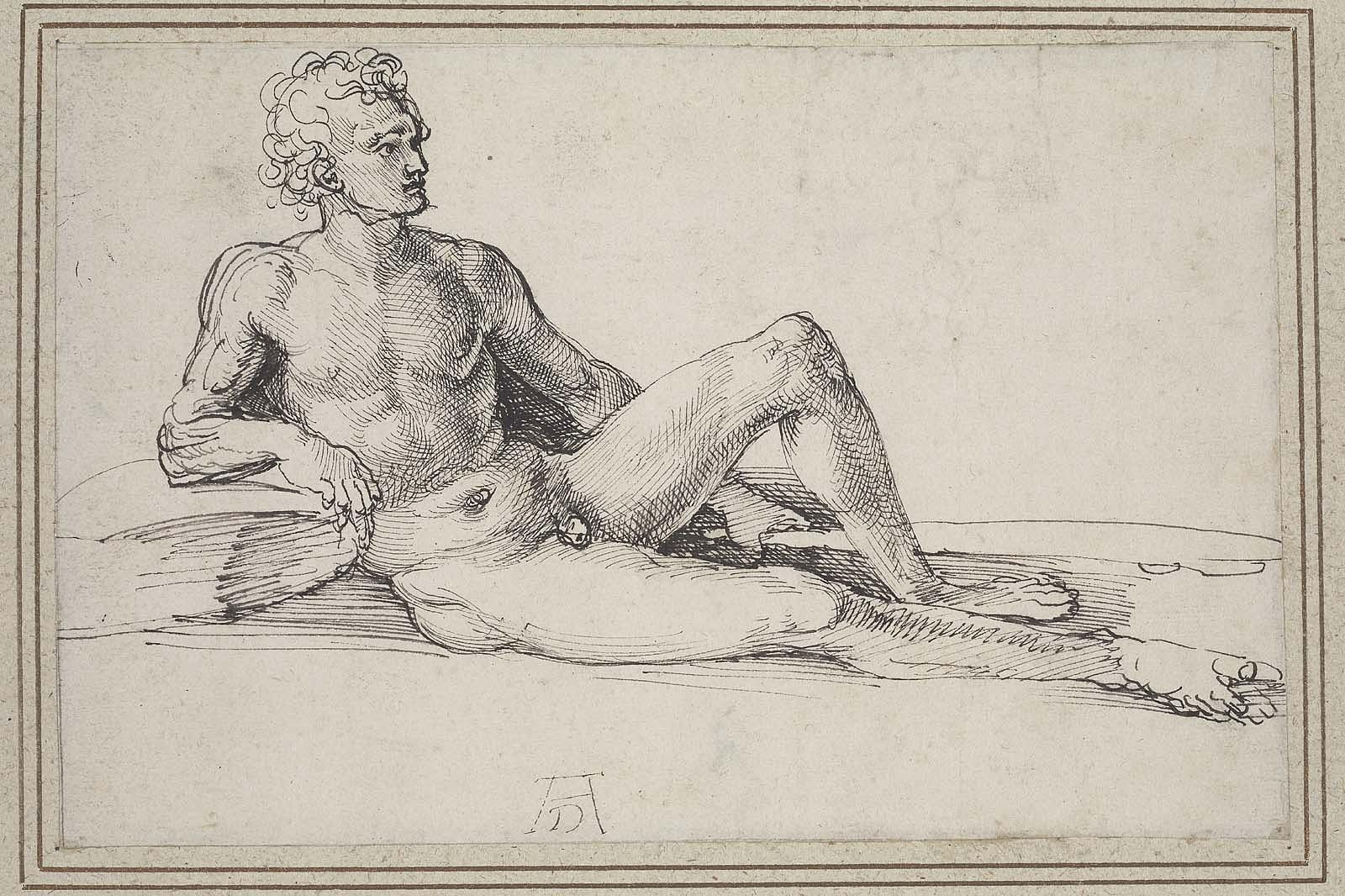
Homme nu se reposant allongé (vers 1526), Albrecht Dürer.
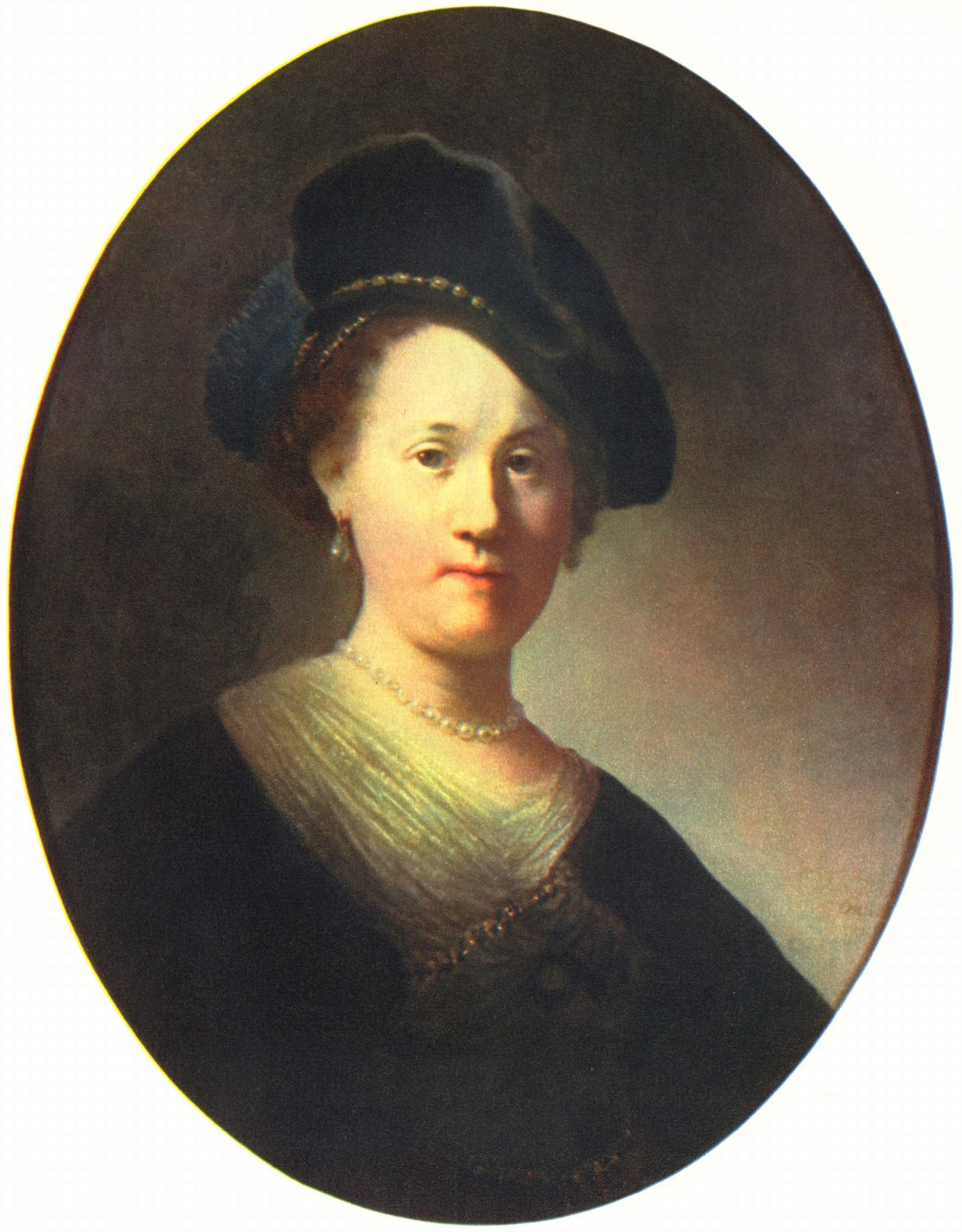
Portrait de jeune femme au béret noir (1632), par Rembrandt.
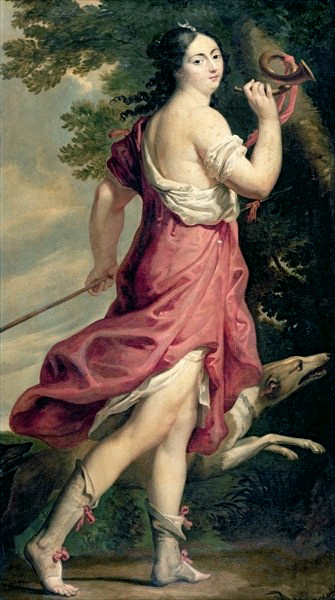
Madame de Montespan en Diane chasseresse (vers 1650), par Charles Beaubrun.
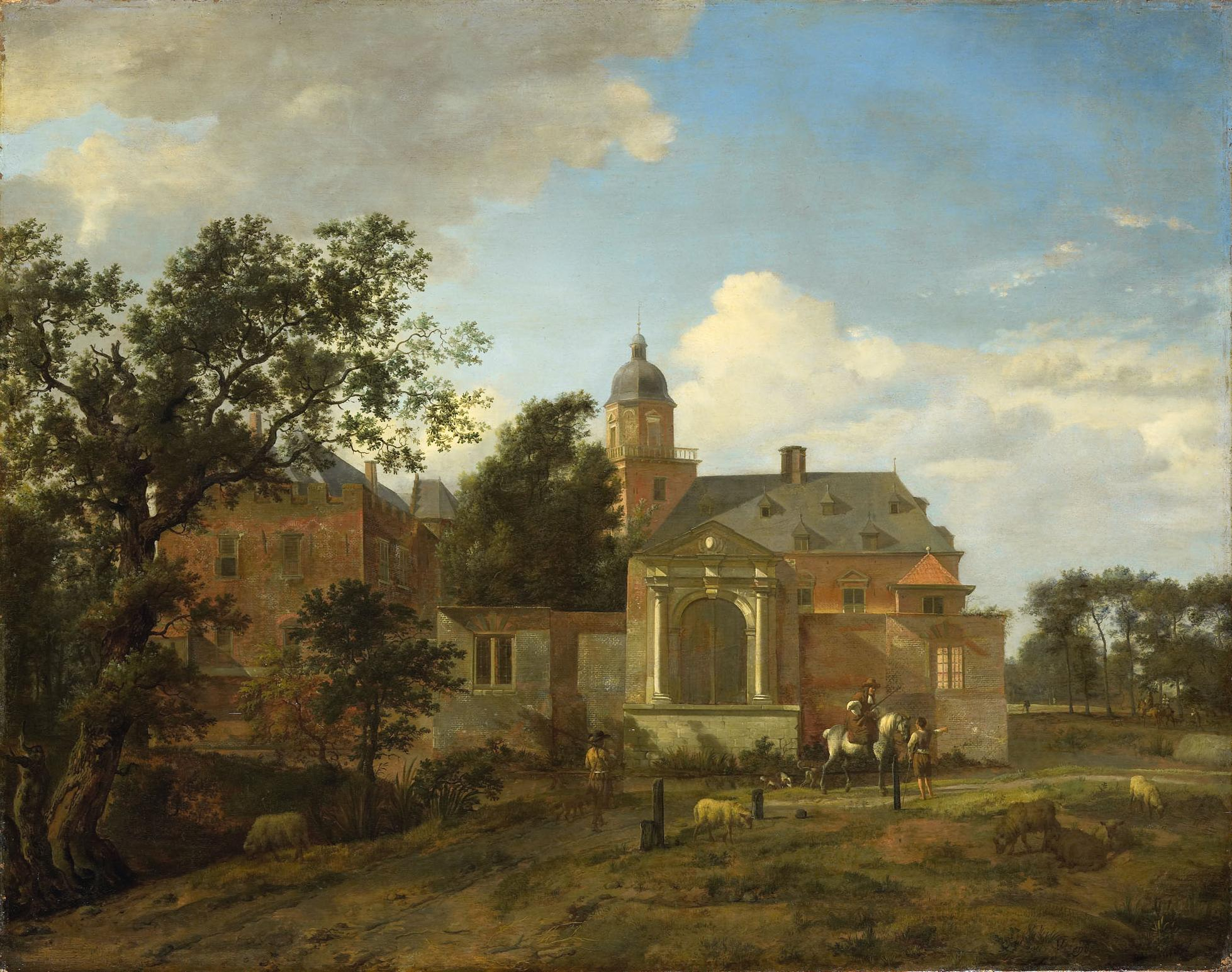
Vue d'un château… (vers 1665), par Jan van der Heyden.
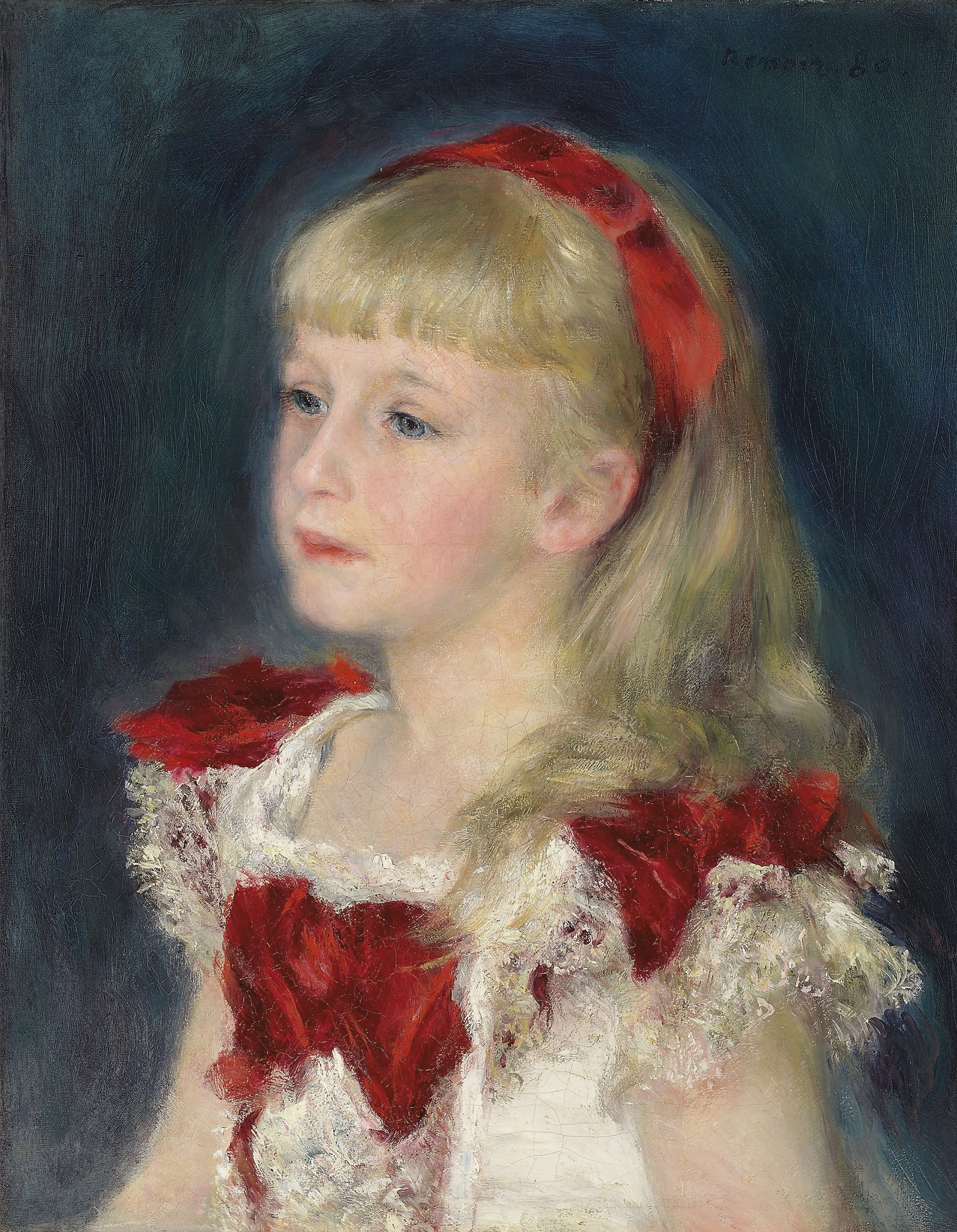
Mademoiselle Grimprel au ruban rouge (1880), par Pierre-Auguste Renoir.
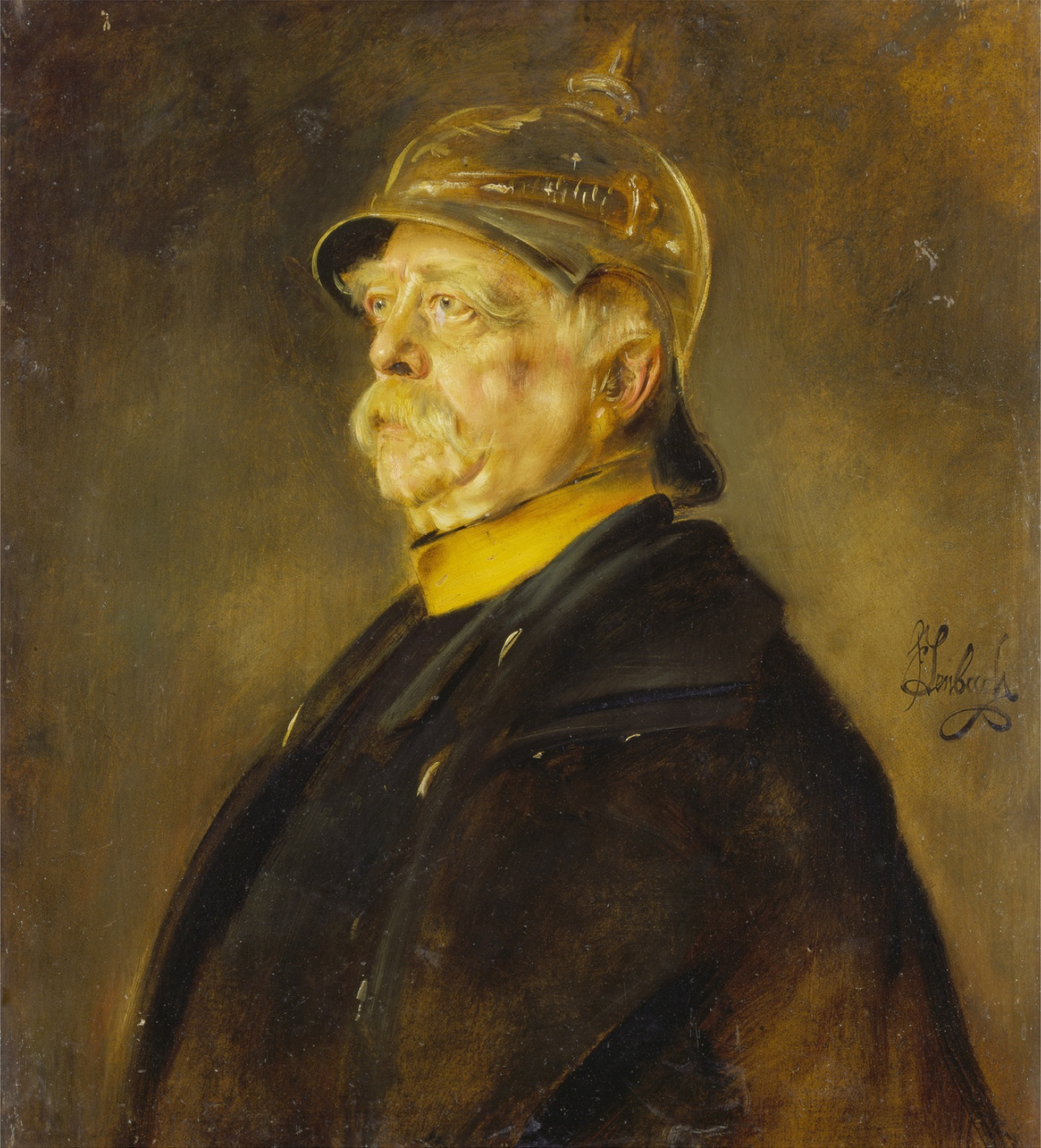
Portrait du chancelier Otto von Bismarck (vers 1900), par Franz von Lenbach.

Différentes vues de Carinhall à l'époque de Göring
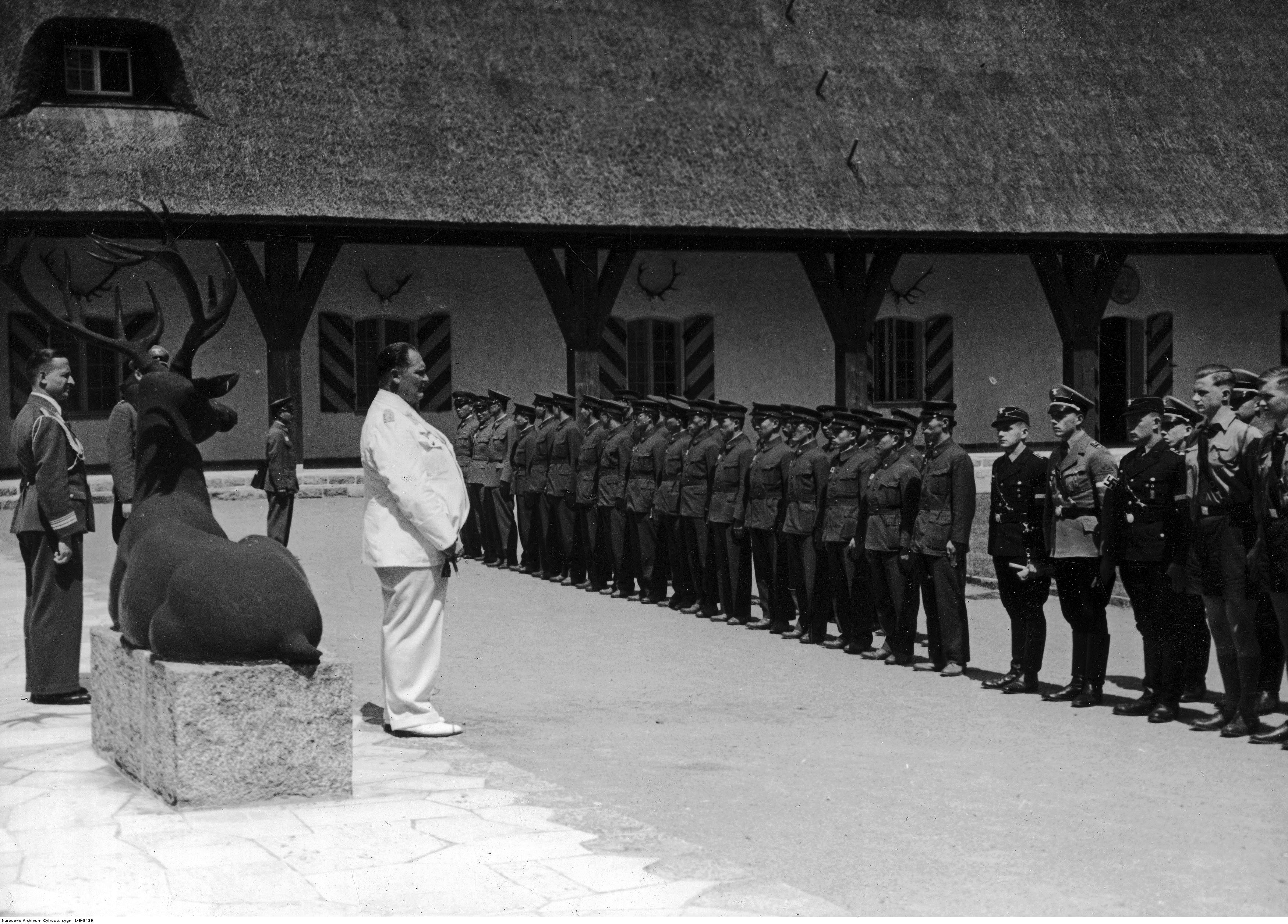
Göring accueille une délégation de jeunes Japonais, le 7 juillet 1938.
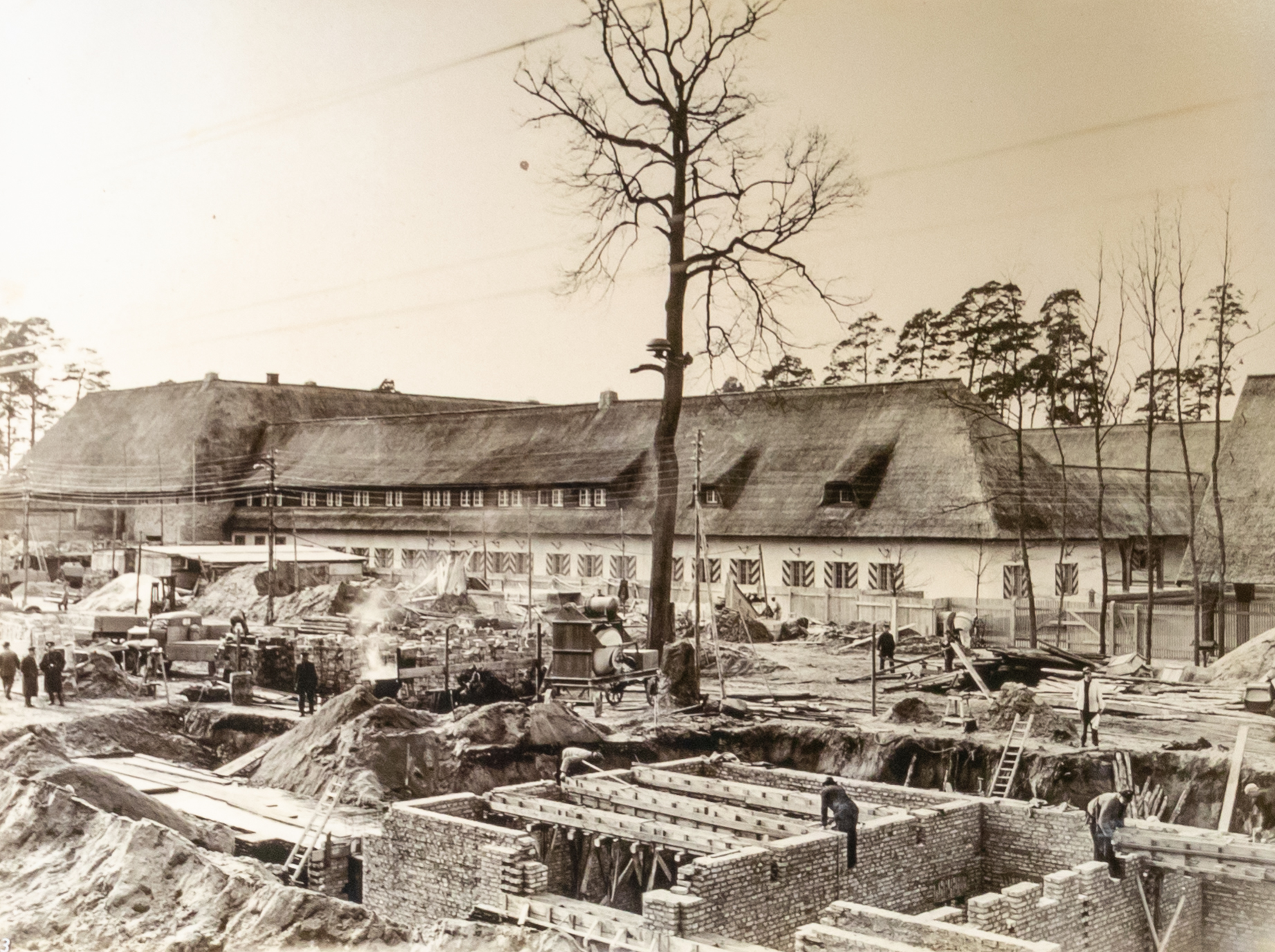
Deuxième extension des bâtiments (1939-1940), cliché de 1940.
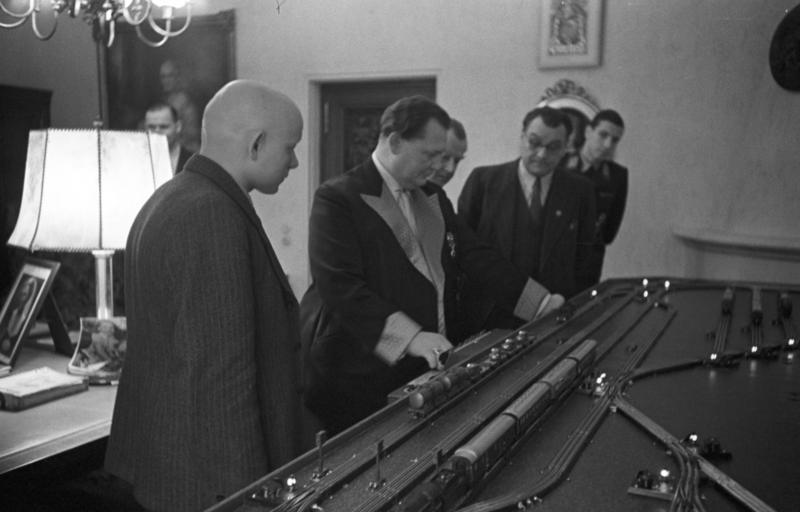
Au moment-même où la bataille de Stalingrad est en passe d'être perdue, Göring montre ses trains électriques miniatures, à l'occasion de son anniversaire, le 12 janvier 1943. Sous-sol de Carinhall.
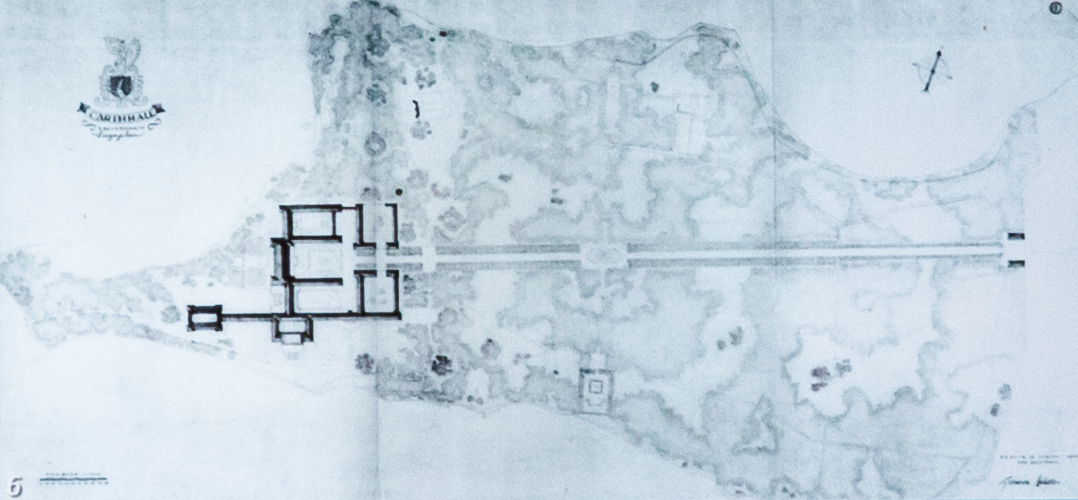
Plan général de la propriété : à droite, l'entrée ; à gauche, les bâtiments (incluant un projet de 3e extension, avec un musée d'art). Les rives des deux lacs (au nord : le Großdöllner See (de) ; au sud : le Wuckersee (de)) sont visibles, montrant que Carinhall était installée sur une mince bande de terre (une sorte d'isthme). Ce projet a été présenté par Göring le 12 janvier 1945, à l'occasion de son 52e anniversaire, soit moins de cent vingt jours avant la fin du Troisième Reich. Il prévoyait une fin des travaux pour 1953.

Différentes vues de Carinhall après la guerre
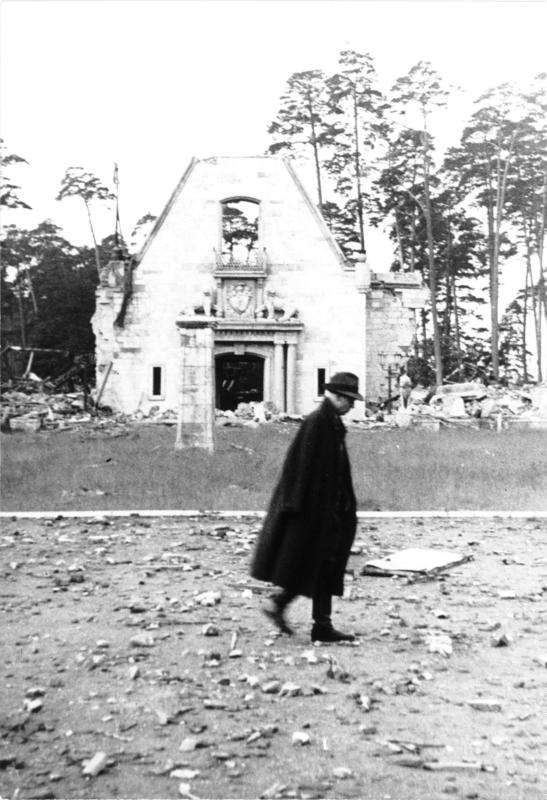
Ruines de Carinhall en 1947.
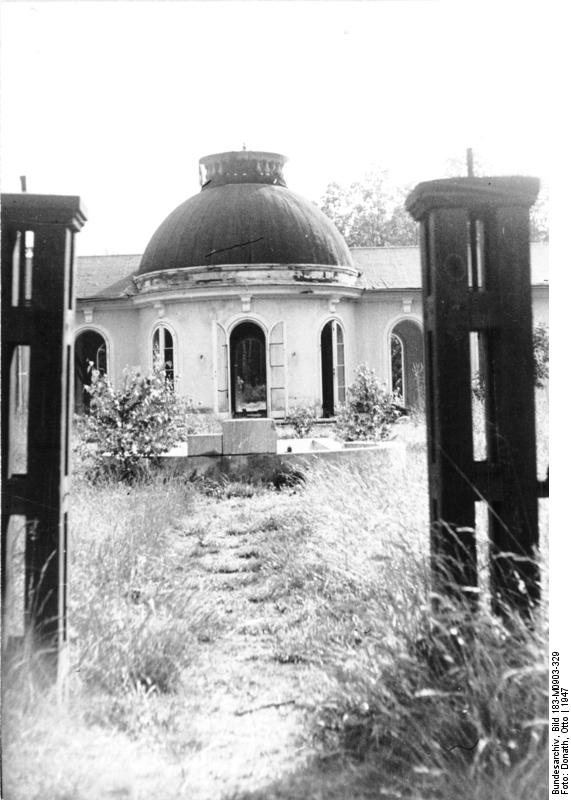
Autre vue sur les ruines de Carinhall en 1947.
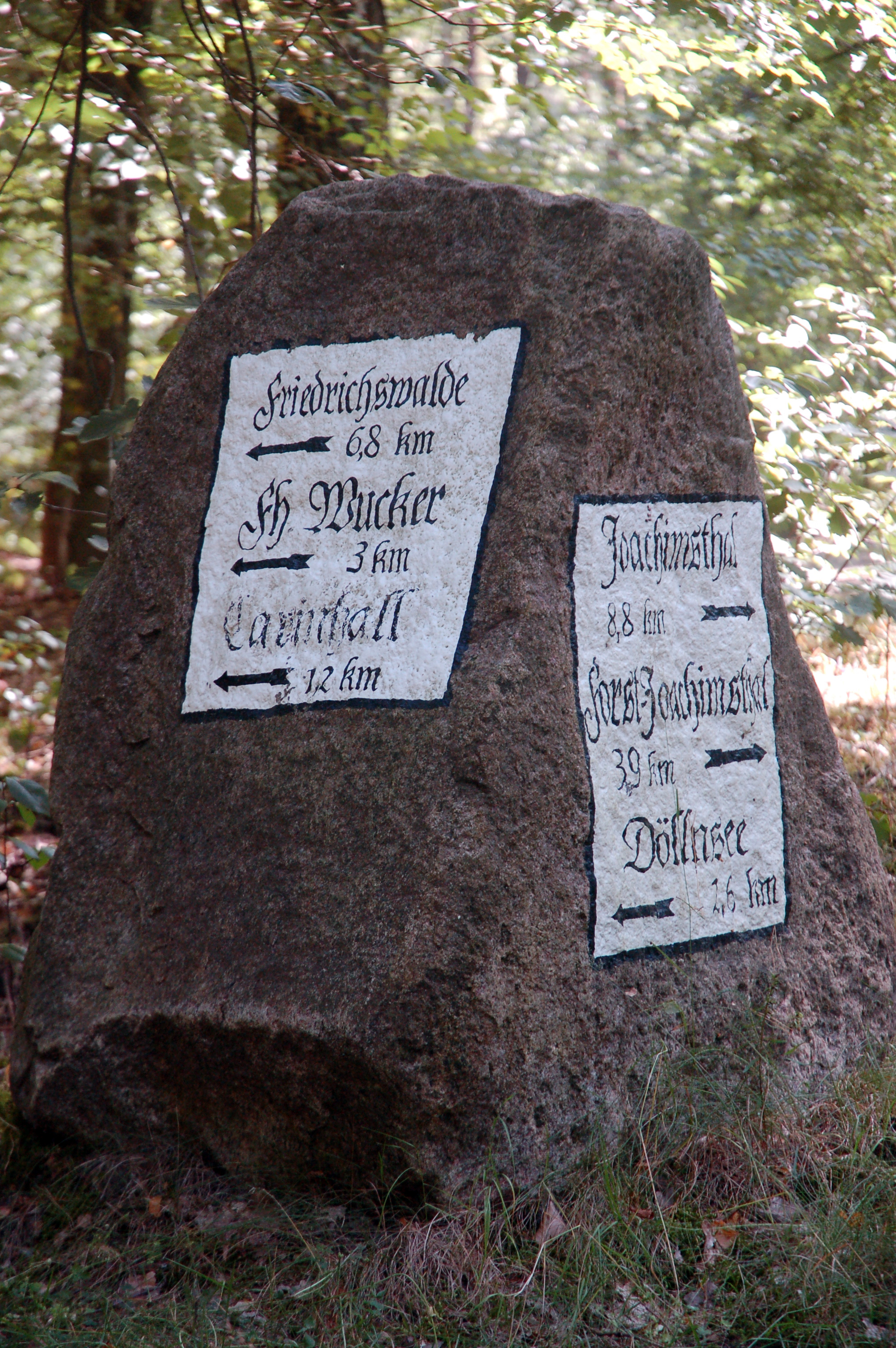
Borne d'orientation dans la forêt de Schorfheide, mentionnant Carinhall (2009).
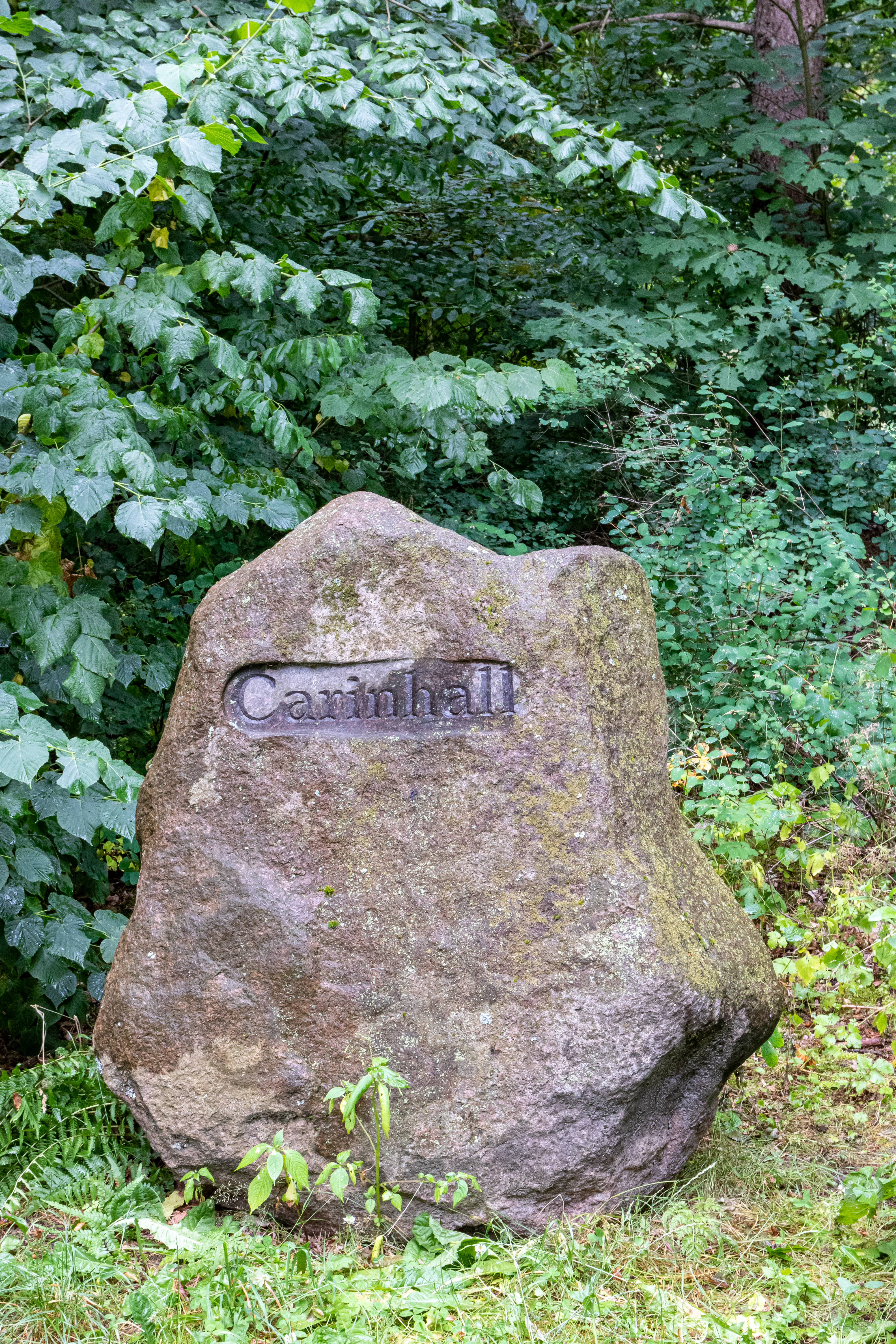
Pierre (probablement d'époque) dans l'ancienne propriété, sur laquelle le nom de Carinhall a été gravé (2019).
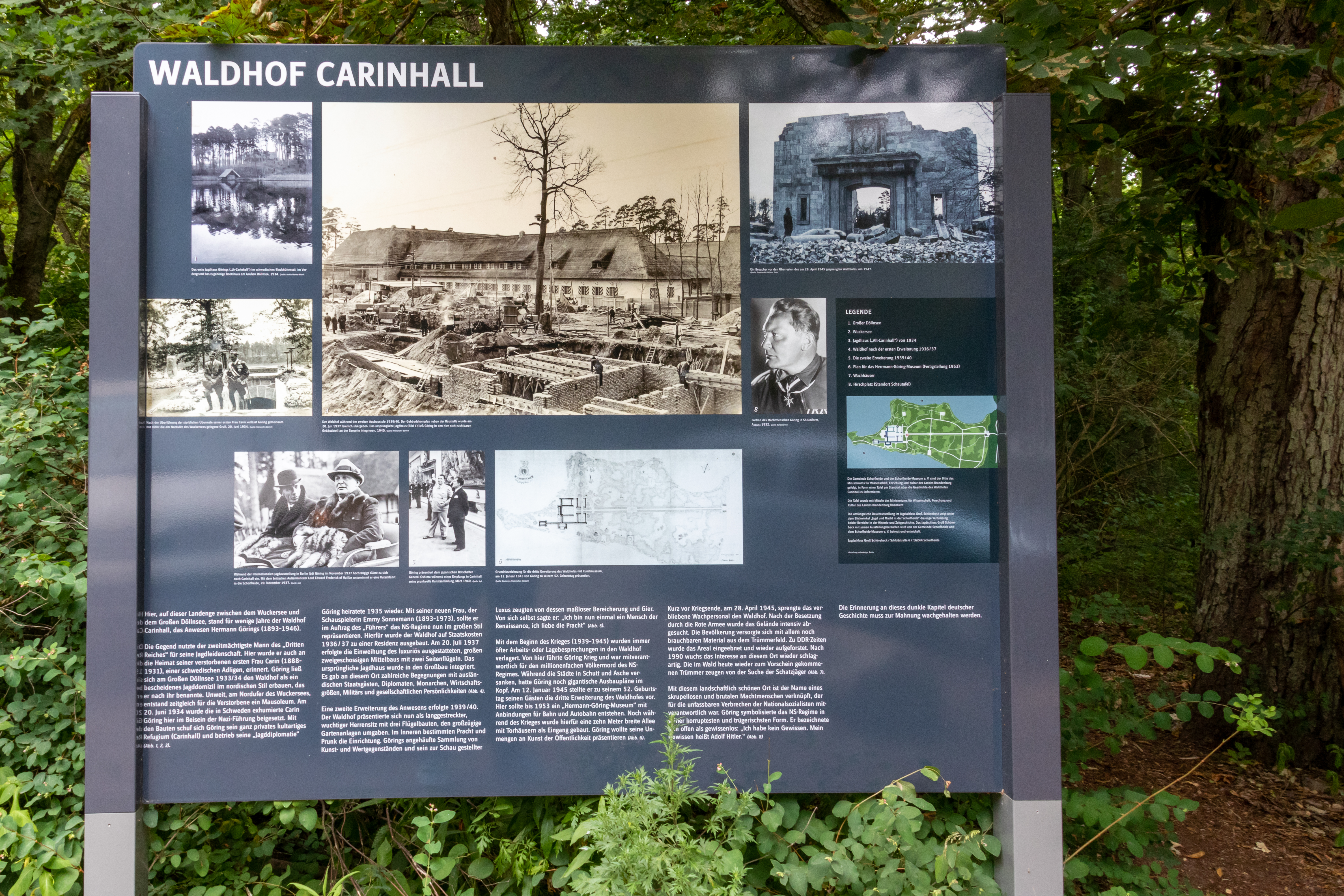
Panneau explicatif pour les visiteurs (2019) qui présentent diverses photos. Dans le sens des aiguilles d'une montre : 1. Vue de 1934, depuis le Wuckersee (de), montrant la Carinhall initiale ; 2. Photo de 1940 avec les travaux en cours pour la seconde extension ; 3. Un passant devant les ruines en 1947 ; 4. Portrait de Göring (1932) en uniforme SA ; 5. Plan de la bande de terre entre les deux lacs, avec la mention des deux extensions de Carinhall (1937 et 1940), Göring avait planifié la fin de la troisième extension (concernant un nouveau musée) pour 1953 ; 6. Plan du projet de cette troisième extension tel que présenté le 12 janvier 1945 ; 7. Visite du général japonais Oshima en mars 1940 ; 8. Göring reçoit le ministre des Affaires étrangères britannique, Lord Halifax, le 20 novembre 1937 ; 9. Le 19 juin 1934, Göring, accompagné de Hitler, sort de la crypte aménagée pour sa défunte épouse Carin, sur la rive nord du Wuckersee (de).
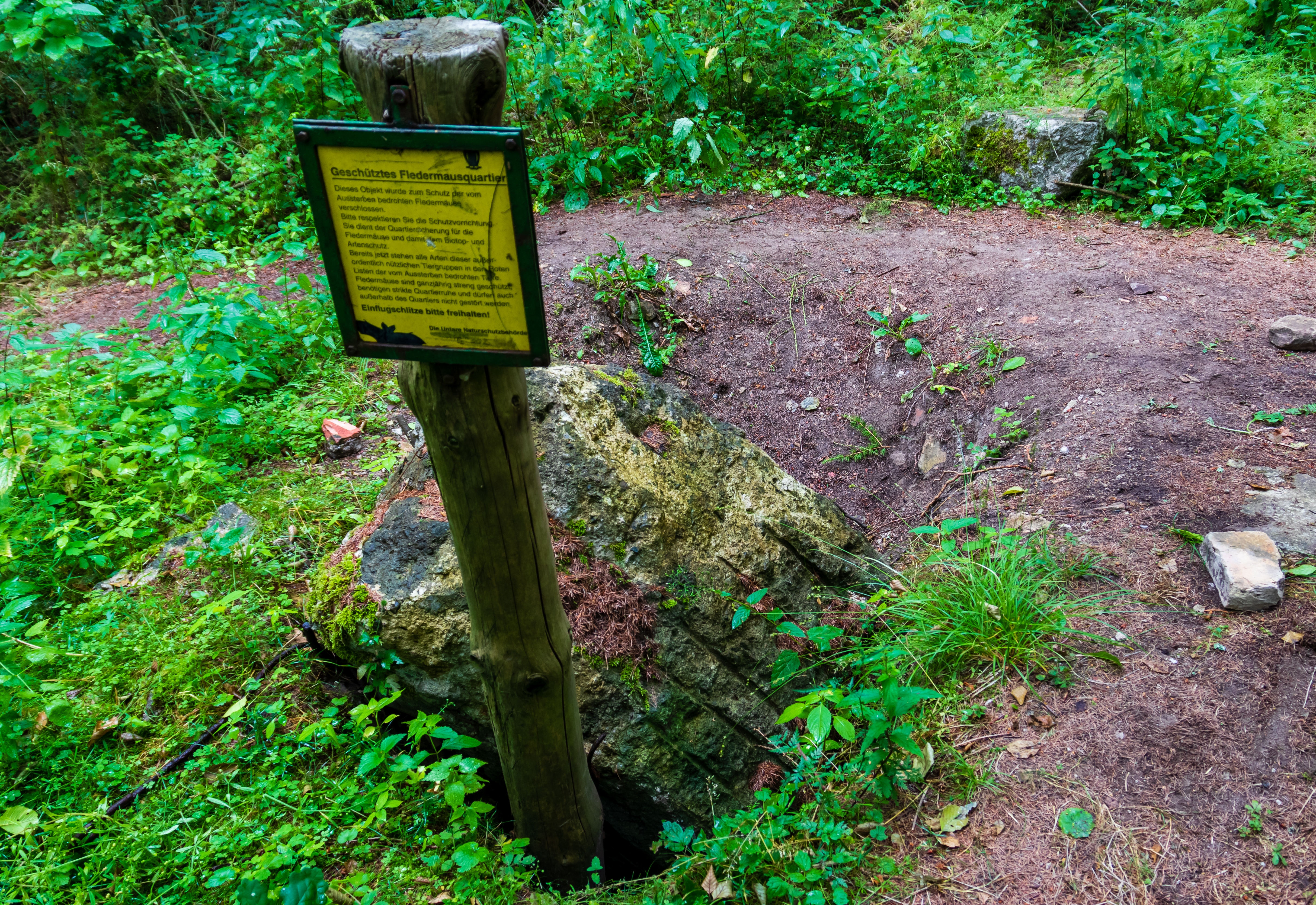
Panneau signalant l'habitat des chauves-souris en forêt, avec des instructions pour les préserver (2019).
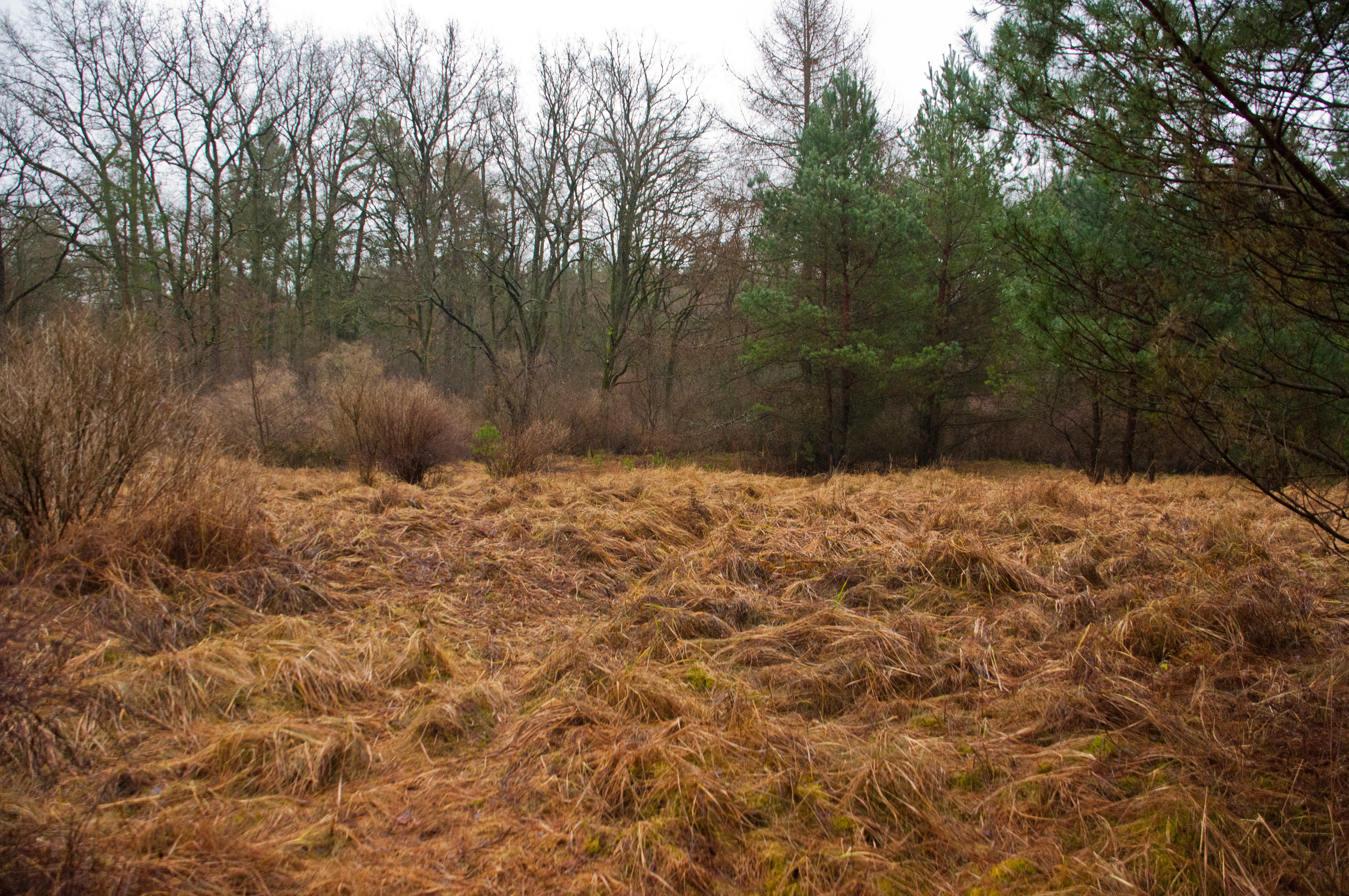
Emplacement de l'ancienne cour devant l'entrée (2011).
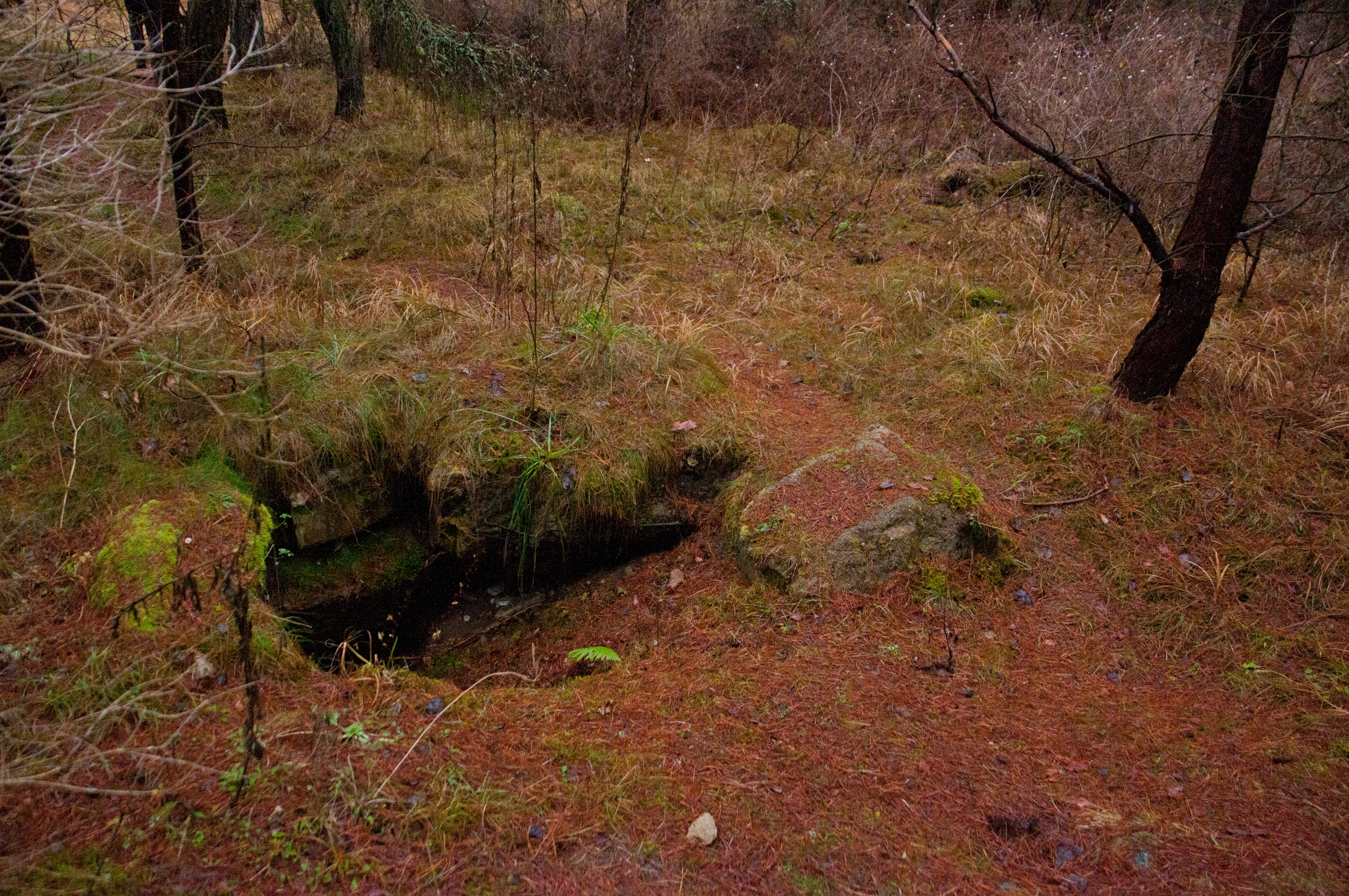
Accès à un sous-sol près de l'entrée principale (2011).
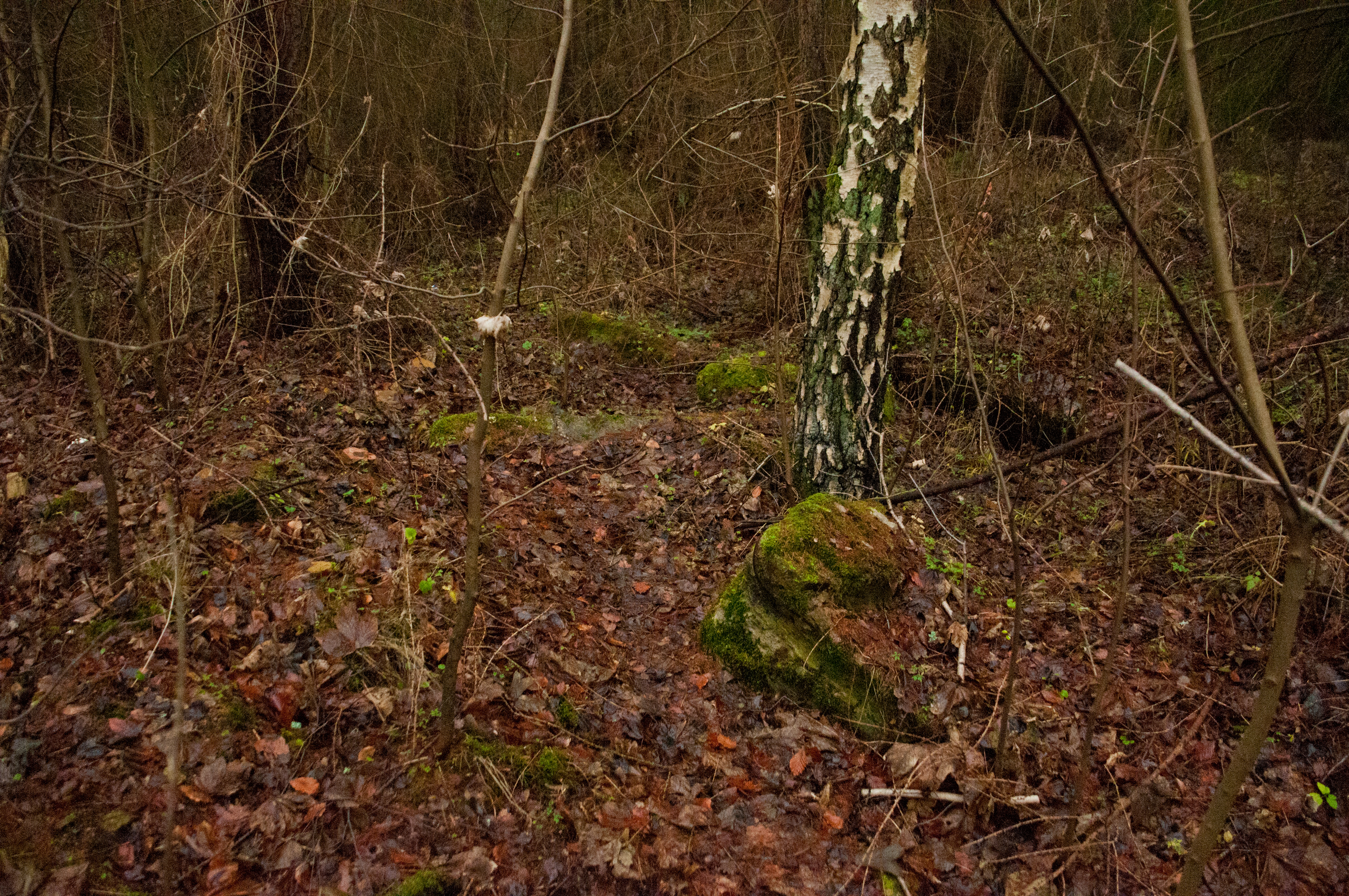
Plafond effondré de la crypte où a reposé, de 1934 à 1945, la dépouille de Carin Göring (2011).
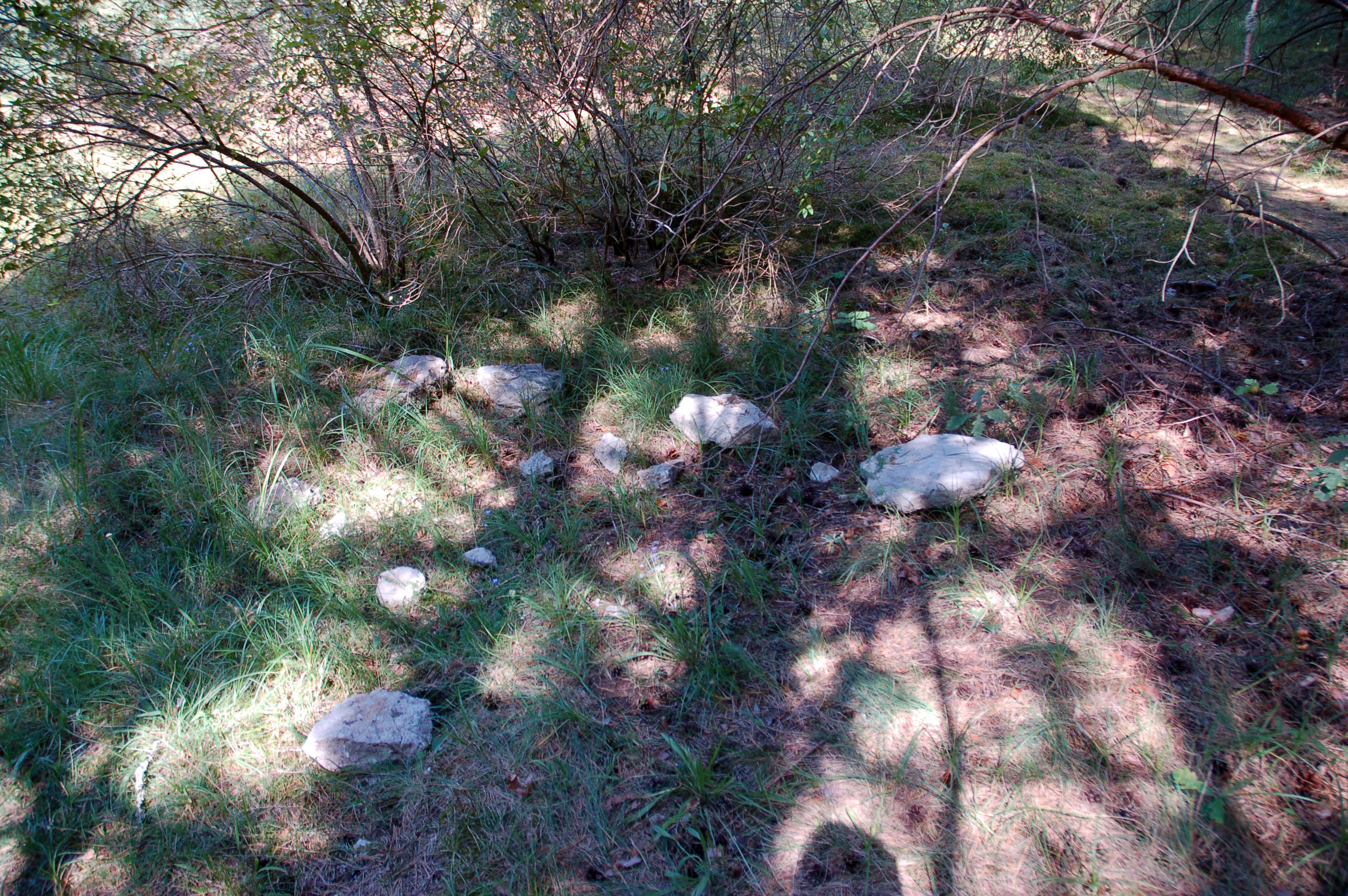
Restes de blocs de béton (provenant de bâtiments) épars (2009).
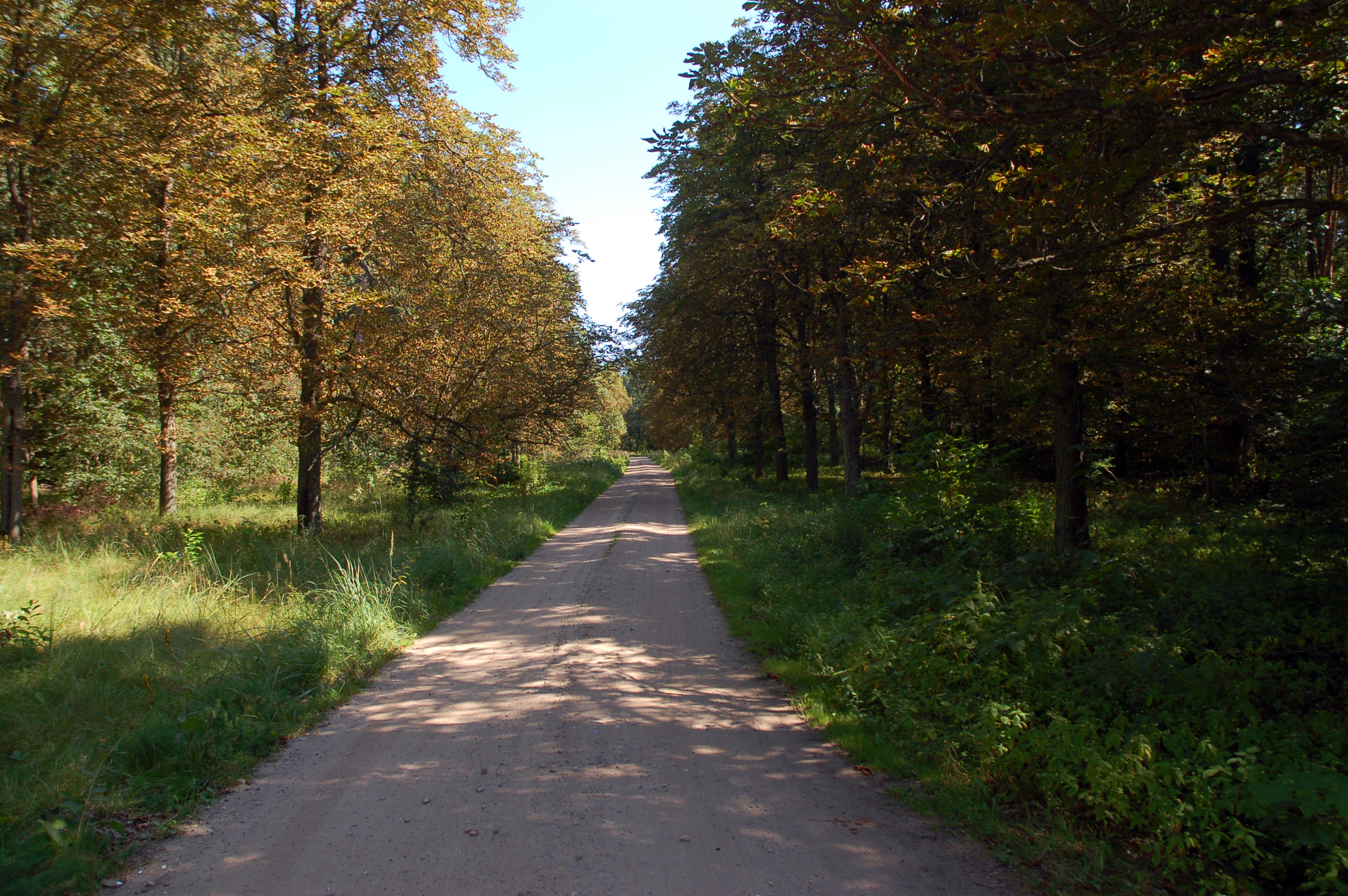
Voie d'accès, double allée de châtaigniers (2009).
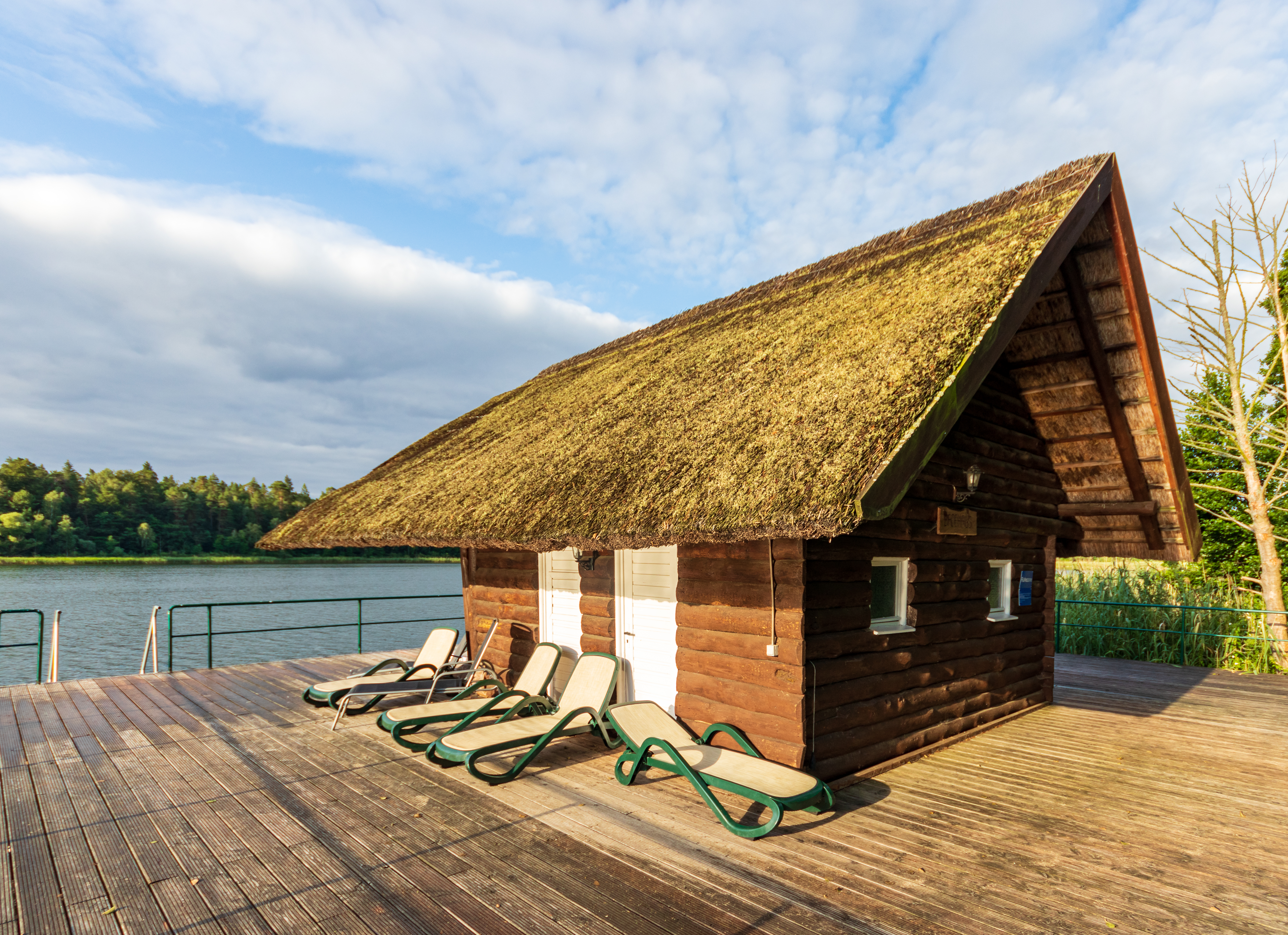
Ancien garage pour bateaux, donnant sur un des deux lacs enserrant la propriété (2019).
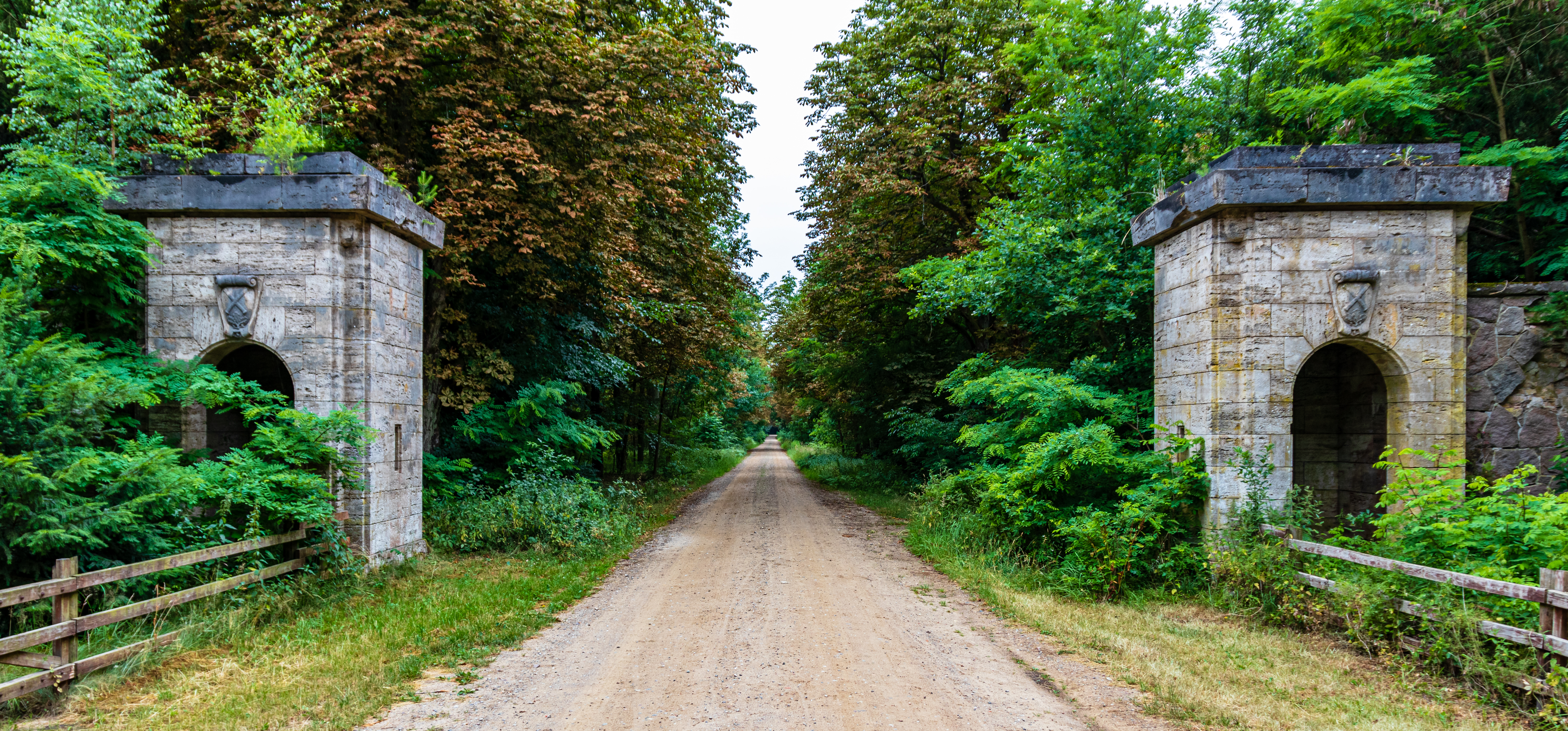
Portail d'entrée de Carinhall : les piliers servaient de guérites pour des sentinelles (2019).

Vue panoramique (en 2014) de l'entrée de Carinhall. Les lignes droites apparaissent nettement déformées au premier plan. À gauche, l'une des deux maisons forestières présentes aujourd'hui de part et d'autre de l'entrée.